# کیتی هولتهام
کیتی هولتهام (انگلیسی: Katie Holtham؛ زادهٔ ۹ آوریل ۱۹۸۶) بازیکن فوتبال اهل انگلستان است که آخرین بار در پست هافبک برای باشگاه فوتبال زنان پرت گلوری در لیگ استرالیا بازی کرد.
وی همچنین در تیم‌های ملی فوتبال زیر ۱۹ سال زنان انگلستان و زیر ۲۳ سال زنان انگلستان بازی کرده است.